# Resolutie 169 Veiligheidsraad Verenigde Naties
Resolutie 169 van de Veiligheidsraad van de Verenigde Naties werd op 24 november 1961 door de VN-Veiligheidsraad
aangenomen. Dat verliep met negen stemmen voor, geen tegen en de twee onthoudingen van Frankrijk en het
Verenigd Koninkrijk.

## Achtergrond
Nadat Congo onafhankelijk werd van België kwam het land op de rand van een burgeroorlog te staan. Twee provincies scheurden zich af van Congo. Dat
gebeurde met de steun van België, dat troepen ter plaatse had.

## Inhoud
De Veiligheidsraad:
- Herinnert aan de resoluties 143, 145, 146 en 161.
- Herinnert ook aan de resoluties 1474 (ES-IV), 1592 (XV), 1599 (XV), 1600 (XV) en 1601 (XV) van de Algemene Vergadering.
- Bevestigt de politiek van de Verenigde Naties met betrekking tot Congo-Kinshasa, namelijk:

a. Het behoud van de territoriale integriteit en onafhankelijkheid,
b. Bijstand om de ordehandhaving te herstellen,
c. Burgeroorlog voorkomen,
d. De terugtrekking van alle buitenlandse niet-VN-(para-)militairen, -adviseurs en huurlingen.
e. Technische bijstand verlenen.
- Verwelkomt het herstel van het nationale parlement en de vorming van een centrale regering.
- Betreurt alle gewapende tegenkanting tegen deze regering, in het bijzonder in de provincie Katanga, en verwerpt de onafhankelijkheid van Katanga.
- Betreurt het geweld tegen VN-personeel.
- Erkent enkel de regering als verantwoordelijk voor het buitenlands beleid.
- Herinnert aan de noodzaak om snel deze VN-politiek uit te voeren in het belang van de wereldvrede, internationale samenwerking en de stabiliteit en vooruitgang in Afrika.

1. Keurt het separatisme van Katanga af.
2. Keurt het geweld tegen VN-personeel hiervoor af.
3. Dringt aan op het stoppen van dergelijke activiteiten.
4. Staat de Secretaris-Generaal toe hard op te treden, indien nodig met geweld, tegen alle buitenlandse niet-VN-(para-)militairen en huurlingen.
5. Vraagt de Secretaris-Generaal ook hun terugkeer en de aanvoer van wapens te verhinderen.
6. Vraagt alle landen geen wapens te leveren en ook de doorvoer ervan te verhinderen.
7. Roept de lidstaten op geen acties tegen de VN toe te staan.
8. Verklaart dat alle separatistische acties tegen de Congolese grondwet en de VN-resoluties zijn en eist dat ze ophouden.
9. Verklaart haar volle steun aan de centrale overheid.
10. Roept alle lidstaten op om ook hun steun te verlenen.
11. Vraagt alle lidstaten niet tegen het VN-beleid en het Handvest te handelen.

## Verwante resoluties
- Resolutie 157 Veiligheidsraad Verenigde Naties
- Resolutie 161 Veiligheidsraad Verenigde Naties
- Resolutie 199 Veiligheidsraad Verenigde Naties
- Resolutie 226 Veiligheidsraad Verenigde Naties

Lijst ·  161 ·  162 ·  163 ·  164 ·  165 ·  166 ·  167 ·  168 ·  169 ·  170